# Gagoangwe
Gagoangwe, née vers 1845, morte en 1924, fut Kgosi (l'équivalent d'une reine) et reine-mère du BaNgwaketse, territoire d'un sous-groupe du peuple tswana dans ce qui est maintenant le Botswana. Elle a régné à une époque cruciale pour l'indépendance de ce territoire face aux Boers et aux forces coloniales et sociétés britanniques.

## Éléments biographiques
En 1875, Gagoangwe quitte son premier mari, le Kgosi Pilane des Mmanaana Kglata, et s'enfuit avec Bathoen, héritier des dirigeants du BaNgwaketse. En 1890, elle épouse Bathoen par une cérémonie chrétienne,.
En 1910, Bathoen Ier meurt et le fils aîné de Gagoangwe, Seepapitso III, devient le roi. En 1916, il est tué par son propre frère, Moeapsito, qui prend le pouvoir,. À la suite de cela, Gagoangwe fait assassiner Moeapsito en 1923, et devient motshwareledi (régente) au profit de son petit-fils Bathoen II, fils de Seepapitso II, encore mineur. Sa régence, comme celle de sa fille par la suite, est reconnue par le gouvernement britannique.
Gagoangwe meurt d'un cancer en 1924 et transmet la régence à sa fille Ntebogang Ratshosa,,, qui règne jusqu'en 1928 où Bathoen II lui succède.

## Impact politique
En fervente chrétienne, Gagoangwe influence son mari Bathoen Ier et lui vaut le soutien de la London Missionary Society, face aux Boers de la colonie du Cap qui se sont établis aux frontières de leur territoire, et veulent continuer à s'étendre dans les régions septentrionales.
En 1885, les dirigeants de l'Empire britannique décident de diviser le territoire tswana en deux. Au sud de la rivière Molopo, ce territoire devient la colonie britannique de Bechuanaland (qui sera finalement intégrée à la colonie du Cap) ; au nord de cette rivière, il devient le protectorat du Bechuanaland (qui reste indépendant et donnera le Botswana en 1966). En 1895, Bathoen Ier, avec les principaux chefs (ou rois) des sous-groupes twanas, Sebele I et Khama III, se rend en Grande-Bretagne pour rencontrer la reine Victoria afin qu'elle les protège de la pression exercée par la British South African Company de Cecil Rhodes pour annexer leurs territoires.